# Madureira Esporte Clube
El Madureira Esporte Clube és un club de futbol brasiler de la ciutat de Rio de Janeiro, a l'estat de Rio de Janeiro.

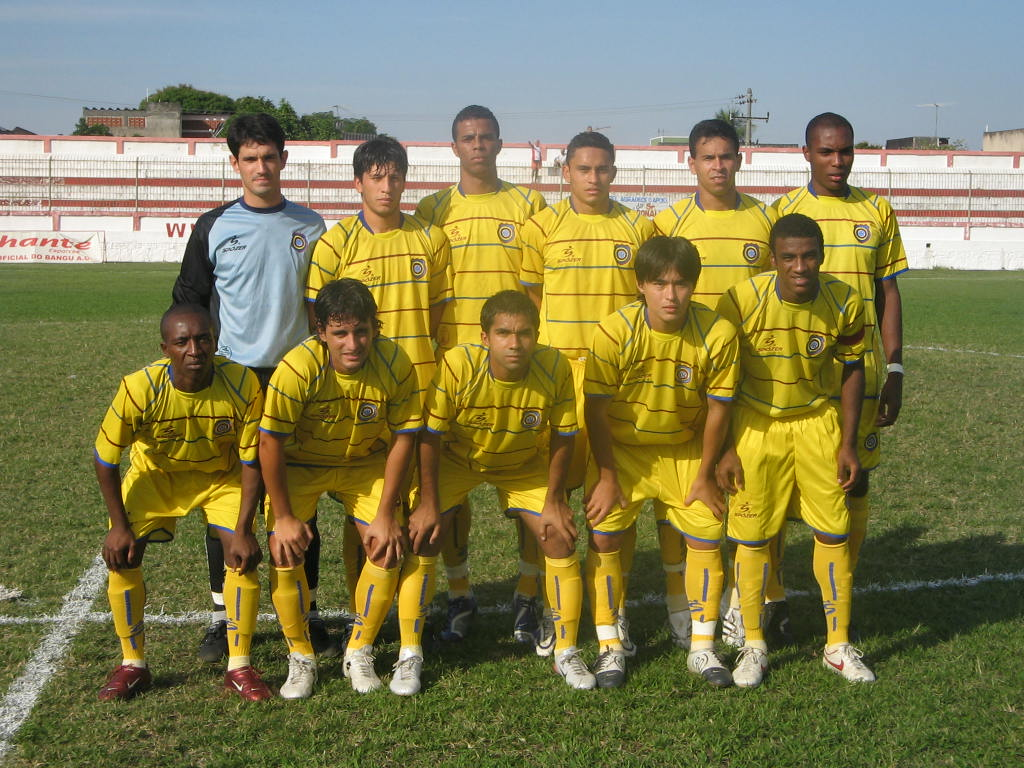
Madureira Profissional 2007.jpg

Va ser fundat el 8 d'agost de 1914 amb el nom Fidalgo Madureira Atlético Clube. Alguns homes de negocis com Elísio Alves Ferreira, Manoel Lopes da Silva, Manuel Augusto Maia i Joaquim Braia, entre d'altres, el 1932, van intentar crear un club més fort al barri de Maureira. S'intentà la fusió amb el Magno Futebol Clube, però no s'arribà a bon port. El 16 de febrer de 1933, l'equip es reanomenà Madureira Atlético Clube.
El Madureira Esporte Clube va ser fundat el 12 d'octubre de 1971, després de la fusió de Madureira Atlético Clube, amb Madureira Tênis Clube i Imperial Basquete Clube. The foundation date was determined to be, again, August 8, 1914.

## Palmarès
- Copa Rio:
  - 2011
- Torneio Início:
  - 1939, 1947
- Taça Rio:
  - 2006, 2015
- Troféu Carlos Alberto Torres:
  - 2011